# Stazione di Chignolo Po
Stazione di Chignolo Po vasútállomás Olaszországban, Lombardia régióban, Chignolo Po településen.

## Vasútvonalak
Az állomást az alábbi vasútvonalak érintik:
- Pavia–Mantua-vasútvonal

## Kapcsolódó állomások
A vasútállomáshoz az alábbi állomások vannak a legközelebb:
- Stazione di Lambrinia (Stazione di Mantova, Pavia–Mantua-vasútvonal)
- Stazione di Miradolo Terme (Stazione di Pavia, Pavia–Mantua-vasútvonal)